# Ulla Meinecke
Ulla Meinecke (Usingen, 14 augustus 1953) is een Duitse zangeres uit de NDW-periode.

## Jeugd en opleiding
Ulla Meinecke groeide op in de agrarisch gekenmerkte omgeving van Wallau (Lahn) aan de zuidzijde van het Rothaargebergte. Ze verhuisde in 1966 naar Frankfurt am Main, waar ze op 18-jarige leeftijd haar eindexamen deed. Op dit moment had ze reeds haar eerste eigen nummers geschreven. Een ontmoeting met Udo Lindenberg in 1976 moedigde haar aan, haar creatieve hobby tot haar beroep te maken en naar Hamburg te verhuizen, waar ze Lindenbergs kantoor leidde.

## Carrière
De eerste lp Von toten Tigern und nassen Katzen verscheen in 1977, zeer gekenmerkt door Lindenbergs invloed, die ook bijna alle muziek schreef. Een verdere lp Meinecke Fuchs uit 1978 maakte haar bekend bij het grotere publiek en leidde ook buitenregionaal tot een groeiend aantal optredens, deels samen met Udo Lindenberg. In 1979 verhuisde Meinecke naar West-Berlijn. De beide volgende albums Überdosis Großstadt (1980) en Nächtelang (1981) werden geproduceerd door Herwig Mitteregger, die ook het grootste deel van de songs componeerde. Ook bracht hij Rosemarie Precht in Meineckes band. Deze moedigde hem aan om eigen teksten te schrijven en verschafte zo de band Spliff het songidee voor het nummer Déjà vu. De beide lp's Wenn schon nicht für immer, dan wenigstens Efür ewig (1983) en Der Stolz italienische Frauen (1985), in samenwerking met de producent Udo Arndt, betekenden voor Meinecke de doorbraak op de Duitse markt, inclusief nationale hitnoteringen. Ze kreeg de Goldene Europa en verdere onderscheidingen, waaronder de Deutsche Kleinkunstpreis.
De succesvolle tournees op het hoogtepunt van haar carrière werden met het live-dubbelalbum Kurz vor 8 (1986) gedocumenteerd. Twee jaar later verscheen haar lp Erst mal gucken, dann mal seh'n, in 1991 volgde het album Löwen. Ten laatste presenteerde ze door haar nageschreven coverversies van beroemde Engelstalige nummers en poptitels. In navolging daarop trad ze voor de eerste keer met lezingen voor haar publiek. In het midden van de jaren 1990 verscheen de cd An!, welke titel een zinspeling was op het oplichten van de schijnwerpers aan het begin van een optreden en het gelijktijdige dimmen van plankenkoorts. In 1999 documenteerde ze haar artistieke verdere ontwikkeling van de afgelopen twaalf jaar op een verder live-dubbelalbum, deze keer met de titel Kurz nach 8.
Na het einde van de samenwerking met haar toenmalige platenlabel publiceerde ze bij SPV GmbH het album Die Luft ist rein. In 2003 zette ze onder regie van Günter Amendt haar lievelingsboek Die Abenteuer von Tom Sawyer om als luisterboek, met muziek van Ingo York, waarbij Meinecke verschillende rollen sprak. Dit leverde haar de eerste contacten op met het theater. In 2005 verscheen de nieuwe cd Im Augenblick en parallel daarbij Ulla Meinecke – Im Augenblick. Das Buch, een verzameling van teksten en toneelverhalen met foto's van Jim Rakete. In 2007 volgde haar tweede boek Willkommen in Teufels Küche. Glanz und Elend der Chaotiker, waarmee ze met begeleiding van de gitarist Ingo York weer op een landelijke tournee ging.
In het begin van 2008 speelde Meinecke samen met Ben Becker theater in Berlijn, waar ze Eunice Hubbel vertolkte in Tennessee Williams Endstation Sehnsucht, en vervolgde daarna haar tournee met Ingo York. In april 2008 produceerde ze met Radio Jena de driedelige radiospecial Willkommen in der Höhle der Löwin. In 2010 verscheen haar derde boek Ungerecht wie die Liebe met vertellingen. In 2010/2011 speelde ze in Der Schlagerexorzist van Dietmar Loeffler bij het Schlossparktheater de zangeres Roxanne.
In 2012 was Ulla Meinecke na Nina Hagen opnieuw een popster, die als reclameschild van het yogafestival in Berlijn fungeerde. Haar openingswoord werd op de beginpagina van het 8e Berlijnse yogafestival 2012 getoond.
In de herfst van 2012 nam ze deel aan het albumproject Giraffenaffen, waarbij meerdere Duitse artiesten, waaronder Roger Cicero, Götz Alsmann, Flo Mega, Das Gezeichnete Ich, Lena Meyer-Landrut, Roman Lob, Thomas D. en Max Mutzke, kinderliedjes opgenomen hadden in een modern jasje, ten gunste van het kinderhulpwerk Die Arche.

## Discografie

### Singles
- 1981: Zu fett fürs Ballett / Alle Kinder wollen heim (RCA)
- 1983: Nie wieder / 50 Tips (RCA)
- 1983: Die Tänzerin / Süße Sünden (RCA)
- 1985: Heißer Draht / Was ich an dir mag (RCA)
- 1986: Der Stolz italienischer Frauen / Prinzessin (RCA)
- 1986: Alles dreht sich / Ey Kleine (RCA)
- 1988: Von mir zu dir / Unten am Ufer (Promo, RCA)
- 1988: Schlendern ist Luxus / Lieb ich dich zu leise (RCA)
- 1991: Heute ziehst Du aus / Das war schon immer so (RCA)
- 1991: Ein Schritt vor und zwei zurück
- 1994: Wir passen nicht zusammen / Tiere / Gut Nacht (Columbia)
- 2002: In Berlin / Nur Gerede (Promo, SPV)
- 2004: Alles schäumt / Lieb ich Dich zu leise / In Berlin

### Albums
- 1977: Von toten Tigern und nassen Katzen
- 1978: Meinecke Fuchs
- 1980: Überdosis Großstadt
- 1981: Nächtelang
- 1983: Wenn schon nicht für immer, dann wenigstens für ewig
- 1985: Der Stolz italienischer Frauen
- 1986: Kurz vor acht (live)
- 1987: Lied für dich (cd-compilatie uit Meinecke Fuchs (compleet) en Von toten Tigern und nassen Katzen)
- 1988: Erst mal gucken – dann mal sehen
- 1991: Löwen
- 1994: An!
- 1995: Die Tänzerin und ihre schönsten Lieder
- 1999: Kurz nach acht (dubbel-cd; live)
- 2000: Femina Tausendschön (compilatie uit de eerste beide studio-albums)
- 2002: Die Luft ist rein
- 2004: Im Augenblick
- 2010: Ungerecht wie die Liebe (dubbel-cd met haar beste liedjes en een luisterboek)

### Gastoptredens
- 1994: Nichts haut einen Seemann um (cd: Hut ab! – hommage aan Udo Lindenberg)
- 1996: Junimond (cd: Abschied von Rio) (zie Rio Reiser)
- 1996: Wer bringt denn mal den Müll runter (cd: Taten statt warten – 25 Jahre Greenpeace)
- 2002: Der Mörder ist immer der Gärtner (cd: Hommage an Reinhard Mey)
- 2012: Was müssen das für Bäume sein (cd: Giraffenaffen)

### Boeken
- 2005: Im Augenblick. Texte, Fotografien, Bühnengeschichten, Schwarzkopf & Schwarzkopf, Berlin, ISBN 3-89602-617-8.
- 2007: Willkommen in Teufels Küche. Glanz und Elend der Chaotiker, Blanvalet Verlag, München, ISBN 3-7645-0230-4.
- 2010: Ungerecht wie die Liebe, Edel, Hamburg, ISBN 978-3-941378-66-7.

- Gemeinsame Normdatei: 13151976X
- International Standard Name Identifier: 0000 0003 7432 0608
- Library of Congress Control Number: no98056855
- MusicBrainz: 870ee8ad-cccd-45a3-9e67-82a7fbe5a3cd
- Nederlandse Thesaurus van Auteursnamen: 072828641
- Istituto Centrale per il Catalogo Unico: TSAV574623
- Système universitaire de documentation: 244097496
- Virtual International Authority File: 30672856
- WorldCat: E39PBJhhmHHpfMjqFb4M8wC4v3